# Excirolana armata
Excirolana armata är en kräftdjursart som först beskrevs av James Dwight Dana 1853.  Excirolana armata ingår i släktet Excirolana och familjen Cirolanidae. Inga underarter finns listade i Catalogue of Life.